# Alaşehir
Alaşehir, das antike Philadelphia, ist eine Stadtgemeinde (Belediye) im gleichnamigen İlçe (Landkreis) der Provinz Manisa in der türkischen Ägäisregion und gleichzeitig eine Gemeinde der 2012 geschaffenen Manisa Büyükşehir Belediyesi (Großstadtgemeinde/Metropolprovinz). Seit der Gebietsreform 2013 ist die Gemeinde flächen- und einwohnermäßig identisch mit dem Landkreis.
Alaşehir liegt nahe der Straße Izmir–Ankara, etwa 118 Kilometer östlich von Izmir am nordöstlichen Fuße des Tmolos in der Talebene des Alaşehir Çayı, einem linken südöstlichen Zufluss des Gediz, des antiken Hermos. Alaşehir wird teilweise noch von der alten Stadtmauer umschlossen und verfügt über einen Bahnhof an der Bahnstrecke Izmir–Afyonkarahisar.
Die Stadt fiel erst 1390, als letzte byzantinische Stadt Kleinasiens (außerhalb des Kaiserreiches Trapezunt), in die Gewalt der Türken, nachdem sie acht Jahre lang gegen deren Übermacht gekämpft hatte.
Die Afşar-Talsperre befindet sich 13 Kilometer südöstlich der Stadt am Südrand der Flussebene.

## Geschichte
Der antike Name der Stadt war Philadelphia.

## Verwaltung
Alaşehir bestand schon bei Gründung der Türkei 1923, der Kaza (Vorläufer des Kreises) hatte zur Volkszählung 1927 32.801 Einwohner, davon entfielen auf die Stadt (Şehir) 7.183 und auf die 83 Dörfer/Ortschaften 25.618 Einwohner.
Bis Ende 2012 bestand der Landkreis neben der Kreisstadt aus den sechs Stadtgemeinden (Belediye) Kavaklıdere, Kemaliye, Killik, Piyadeler, Uluderbent und Yeşilyurt sowie 65 Dörfern (Köy) in zwei Bucaks, die während der Verwaltungsreform 2013 in Mahalle (Stadtviertel/Ortsteile) überführt wurden. Die 15 existierenden Mahalle der Kreisstadt blieben erhalten, während die Mahalle der anderen Belediye vereint und zu je einem Mahalle reduziert wurden. Durch Herabstufung dieser Belediye und der Dörfer zu Mahalle stieg deren Zahl auf 87 an. Ihnen steht ein Muhtar als oberster Beamter vor.
Ende 2020 lebten durchschnittlich 1.209 Menschen in jedem dieser ** Mahalle, 9.463 Einw. im bevölkerungsreichsten (İstasyon Mah.).

## Söhne und Töchter der Stadt
- Hasan Ali Adıgüzel (* 2000), Fußballspieler
- Kenan Evren (1917–2015), General, Politiker und 7. Präsident der Republik Türkei
- Hasan Hatipoğlu (* 1989), Fußballtorhüter
- Onur Kıvrak (* 1988), Fußballtorhüter
- Yunus Yıldırım (* 1970), Fußballschiedsrichter